# Falsitromina
Falsitromina is een geslacht van weekdieren uit de klasse van de Gastropoda (slakken).

## Soorten
- Falsitromina bella (Powell, 1951)
- Falsitromina fenestrata (Powell, 1951)
- Falsitromina powelli (Dell, 1990)
- Falsitromina simplex (Powell, 1951)
- Falsitromina tricarinata (Powell, 1951)